# Farès Ferjani
Farès Ferjani, född den 22 juli 1997 i Tunis, är en tunisisk fäktare som tävlar i sabel.

## Karriär
Farès Ferjani tog silver i sabel vid OS 2024.